# Atiu
Atiu också känd som Enuamanu är en av Cooköarna i Stilla havet. Ön ligger 187 km nordost om huvudön Rarotonga. Atiu är en upphöjd vulkanö med ett rev av 6 meter höga korallklippor (makatea) runt om. Största delen av befolkningen bor på kullen i mitten. Den 12 mars 2003 var folkmängden 571 personer i fem olika byar.